# Pseudotelphusa tessella
Pseudotelphusa tessella is een vlinder uit de familie van de tastermotten (Gelechiidae). De wetenschappelijke naam is, als Phalaena tessella, gepubliceerd in 1758 door Linnaeus in de tiende editie van Systema naturae
De soort komt voor in Europa.